# Rajd Madery 1990
Rajd Madery 1990 (31. Rali Vinho da Madeira) – 31 edycja rajdu samochodowego Rajd Madery rozgrywanego we Portugalii. Rozgrywany był od 3 do 5 sierpnia 1990 roku. Była to trzydziesta pierwsza runda Rajdowych Mistrzostw Europy w roku 1990 (rajd miał najwyższy współczynnik –  20) oraz dziewiąta runda Rajdowych Mistrzostw Portugalii.

## Klasyfikacja rajdu
| Miejsce                      | Kierowca                     | Pilot                        | Samochód                     | Czas                         | Strata                       |                              |
| Klasyfikacja generalna i ERC | Klasyfikacja generalna i ERC | Klasyfikacja generalna i ERC | Klasyfikacja generalna i ERC | Klasyfikacja generalna i ERC | Klasyfikacja generalna i ERC | Klasyfikacja generalna i ERC |
| ---------------------------- | ---------------------------- | ---------------------------- | ---------------------------- | ---------------------------- | ---------------------------- | ---------------------------- |
| 1.                           | Fabrizio Tabaton             | Maurizio Imerito             | Lancia Delta Integrale 16V   | 3:49:39                      | 0.0                          |                              |
| 2.                           | Robert Droogmans             | Ronny Joosten                | Lancia Delta Integrale 16V   | 3:51:04                      | +1:25                        |                              |
| 3.                           | Fabio Arletti                | Leonardo Julli               | Lancia Delta Integrale 16V   | 3:59:26                      | +9:47                        |                              |
| 4.                           | Carlos Bica                  | Fernando Prata               | Lancia Delta Integrale 16V   | 4:00:51                      | +11:12                       |                              |
| 5.                           | Joaquim Santos               | Miguel Oliveira              | Ford Sierra RS Cosworth      | 4:04:34                      | +14:55                       |                              |
| 6.                           | Peter van Merksteijn sn.     | Hans van Beek                | Opel Kadett GSI 16V          | 4:11:44                      | +22:05                       |                              |
| 7.                           | Fernando Peres               | Pedro Perez                  | Ford Sierra RS Cosworth      | 4:14:14                      | +24:35                       |                              |
| 8.                           | Rui Conceição                | Luís Gonçalves               | Ford Sierra RS Cosworth      | 4:15:12                      | +25:33                       |                              |
| 9.                           | José Camacho                 | José Camacho                 | Peugeot 205 GTI 1.6          | 4:19:05                      | +29:26                       |                              |
| 10.                          | José Carlos Macedo           | Miguel Borges                | Renault 5 GT Turbo           | 4:24:43                      | +35:04                       |                              |